# بخش ماریون (شهرستان هاردین، اوهایو)
بخش ماریون (به انگلیسی: Marion Township) یک منطقهٔ مسکونی در ایالات متحده آمریکا است که در شهرستان هاردین، اوهایو واقع شده‌است.
 بخش ماریون ۸۶٫۰ کیلومتر مربع مساحت و ۲٬۴۴۰ نفر جمعیت دارد و ۲۹۵ متر بالاتر از سطح دریا واقع شده‌است.